# Barrett (Texas)
Barrett es un lugar designado por el censo ubicado en el condado de Harris en el estado estadounidense de Texas. En el Censo de 2010 tenía una población de 3.199 habitantes y una densidad poblacional de 186,63 personas por km².

## Geografía
Barrett se encuentra ubicado en las coordenadas 29°51′56″N 95°3′9″O / 29.86556, -95.05250. Según la Oficina del Censo de los Estados Unidos, Barrett tiene una superficie total de 17.14 km², de la cual 16.55 km² corresponden a tierra firme y (3.43%) 0.59 km² es agua.

## Demografía
Según el censo de 2010, había 3.199 personas residiendo en Barrett. La densidad de población era de 186,63 hab./km². De los 3.199 habitantes, Barrett estaba compuesto por el 12.19% blancos, el 77.43% eran afroamericanos, el 0.41% eran amerindios, el 0% eran asiáticos, el 0% eran isleños del Pacífico, el 7.69% eran de otras razas y el 2.28% pertenecían a dos o más razas. Del total de la población el 14.75% eran hispanos o latinos de cualquier raza.